# Руфіна
Руфіна (італ. Rufina) — муніципалітет в Італії, у регіоні Тоскана,  метрополійне місто Флоренція.
Руфіна розташована на відстані близько 230 км на північ від Рима, 20 км на схід від Флоренції.
Населення — 7427 осіб (2014).
Щорічний фестиваль відбувається 11 листопада. Покровитель — святий Мартин.

## Демографія
Населення за роками:

Станом на 1 січня 2023 року в муніципалітеті офіційно проживало 500 іноземців з 58 країн, серед них 142 громадяни країн Євросоюзу та 16 громадян України.

## Сусідні муніципалітети
- Дікомано
- Лонда
- Монтеміньяіо
- Пелаго
- Понтассьєве
- Пратовеккьо-Стія